# North Hudson
North Hudson és una població dels Estats Units a l'estat de Wisconsin. Segons el cens del 2000 tenia 3.463 habitants.

## Demografia
Segons el cens del 2000, North Hudson tenia 3.463 habitants, 1.315 habitatges, i 962 famílies. La densitat de població era de 1.020,7 habitants per km².
Dels 1.315 habitatges en un 37,7% hi vivien nens de menys de 18 anys, en un 63% hi vivien parelles casades, en un 6,9% dones solteres, i en un 26,8% no eren unitats familiars. En el 19,6% dels habitatges hi vivien persones soles el 3,3% de les quals corresponia a persones de 65 anys o més que vivien soles. El nombre mitjà de persones vivint en cada habitatge era de 2,63 i el nombre mitjà de persones que vivien en cada família era de 3,06.
Per edats la població es repartia de la següent manera: un 27,1% tenia menys de 18 anys, un 7,8% entre 18 i 24, un 34,5% entre 25 i 44, un 24,3% de 45 a 60 i un 6,3% 65 anys o més.
L'edat mediana era de 35 anys. Per cada 100 dones de 18 o més anys hi havia 101,3 homes.
La renda mediana per habitatge era de 60.848 $ i la renda mediana per família de 70.938 $. Els homes tenien una renda mediana de 46.970 $ mentre que les dones 30.313 $. La renda per capita de la població era de 26.540 $. Aproximadament l'1,3% de les famílies i l'1,8% de la població estaven per davall del llindar de pobresa.

## Poblacions més properes
El següent diagrama mostra les poblacions més properes.